# Lars Lange (godsejer)
 Der er flere personer med dette navn, se Lars Lange.
Lauritz "Lars" Rasmussen Lange (12. august 1735 i Nyborg – 27. januar 1822 i Odense) var en dansk godsejer.
Han var søn af skipper Rasmus Larsen Lange og Anne Marie Hansdatter og blev født i Nyborg, hvor han fra 1760 drev en omfattende handel. 1781 købte han for 44.000 rigsdaler på auktion Ørbæklunde gård og gods, som da var i meget slet forfatning, men som han ved at udflytte bøndergårdene og ved at indføre driften af kløver samt brak bragte op til en mønstergård. 1809 overdrog han for for 150.000 rigsdaler gården til sin søn, premierløjtnant, senere justitsråd Rasmus Lange, og flyttede til Odense, hvor han, der var blevet kancelliråd, døde 27. januar 1822. Som godsejer var Lange meget afholdt på grund af den omsorg, han udviste overfor sine fæstere. Hans hustru, Mette Kristine født Knudsen (31. januar 1745 – 28. februar 1816), med hvem han var blevet gift 16. september 1768, var datter af købmand Villads Knudsen.